# Ötztalstraße
De Ötztalstraße (B 186) is een Oostenrijkse weg in de deelstaat Tirol en een voormalige Bundesstraße die Ötztal met het Inndal en zo met de rest van Tirol verbindt.

## Verloop
De Ötztalstraße is bij de kern Ötztal-Bahnhof (gemeente Haiming) met de Tiroler Straße (B 171) en de Inntal Autobahn (A 12) verbonden. De straat loopt door Sautens naar Oetz, ten westen van Umhausen naar Längenfeld en Sölden via Zwieselstein naar Unter- en Hochgurgl, waar de Timmelsjochstraße begint.

## Geschiedenis
De landweg door het Ötztal werd vanaf 1898 met financiële hulp van de staat in een berijdbare straat veranderd. In 1903 was de weg tot bij Sölden voltooid. In 1911 was ook het deel tot bij Zwieselstein voltooid. In 1926 reden de eerste bussen door het Ötztal.
De Ötztalstraße tot bij Zwieselstein behoort sinds 1 januari 1949 tot het netwerk van Oostenrijkse rijkswegen. Sinds 1 januari 1973 loopt de weg vanaf Zwieselstein verder naar Untergurgl, vanwaar de tolweg over Timmelsjoch loopt. Deze voert over de grens met Italië, waar de weg verder loopt als strada stratale 44bis richting Sankt Leonhard in Passeier.
B1 · 
B2 · 
B3 · 
B4 · 
B5 · 
B6 · 
B7 · 
B8 · 
B9 · 
B10 · 
B11 · 
B12 · 
B13 · 
B14 · 
B15 · 
B16 · 
B17 · 
B18 · 
B19 · 
B20 ·  
B21 · 
B22 · 
B23 · 
B24 · 
B25 · 
B26 · 
B27 · 
B28 · 
B29 · 
B30 · 
B31 · 
B32 · 
B33 · 
B34 · 
B35 · 
B36 · 
B37 · 
B38 · 
B39 · 
B40 · 
B41 · 
B42 · 
B43 · 
B44 · 
B45 · 
B46 · 
B47 · 
B48 · 
B49 · 
B50 · 
B51 · 
B52 · 
B53 · 
B54 · 
B55 · 
B56 · 
B57 · 
B58 · 
B59 · 
B60 · 
B61 · 
B62 · 
B63 · 
B64 · 
B65 · 
B66 · 
B67 · 
B68 · 
B69 · 
B70 · 
B71 · 
B72 · 
B73 · 
B74 · 
B75 · 
B76 · 
B77 · 
B78 · 
B79 · 
B80 · 
B81 · 
B82 · 
B83 · 
B84 · 
B85 · 
B86 · 
B87 · 
B88 · 
B89 · 
B90 · 
B91 · 
B92 · 
B93 · 
B94 · 
B95 · 
B96 · 
B97 · 
B98 · 
B99 · 
B100 · 
B105 · 
B106 · 
B107 · 
B108 · 
B109 · 
B110 · 
B111 · 
B113 · 
B114 · 
B115 · 
B116 · 
B117 · 
B119 · 
B120 · 
B121 · 
B122 · 
B123 · 
B124 · 
B125 · 
B126 · 
B127 · 
B129 · 
B130 · 
B131 · 
B132 · 
B133 · 
B134 · 
B135 · 
B136 · 
B137 · 
B138 · 
B139 · 
B140 · 
B141 · 
B142 · 
B143 · 
B144 · 
B145 · 
B146 · 
B147 · 
B148 · 
B149 · 
B150 · 
B151 · 
B152 · 
B153 · 
B154 · 
B155 · 
B156 · 
B158 · 
B159 · 
B160 · 
B161 · 
B162 · 
B163 · 
B164 · 
B165 · 
B166 · 
B167 · 
B168 · 
B169 · 
B170 · 
B171 · 
B172 · 
B173 · 
B174 · 
B175 · 
B176 · 
B177 · 
B178 · 
B179 · 
B180 · 
B181 · 
B182 · 
B183 · 
B184 · 
B185 · 
B186 · 
B187 · 
B188 · 
B189 · 
B190 · 
B191 · 
B192 · 
B193 · 
B197 · 
B198 · 
B199 · 
B200 · 
B201 · 
B202 · 
B203 · 
B204 · 
B205 · 
B209 · 
B210 · 
B211 · 
B212 · 
B213 · 
B214 · 
B215 · 
B216 · 
B217 · 
B218 · 
B219 · 
B220 · 
B221 · 
B222 · 
B223 · 
B224 · 
B225 · 
B226 · 
B227 · 
B228 · 
B229 · 
B230 · 
B303 · 
B305 · 
B309 · 
B310 · 
B311 · 
B316 · 
B317 · 
B319 · 
B320